# آدریانا فرانتس
 آدریانا فرانتس (انگلیسی: Adrienne Frantz؛ زادهٔ ۷ ژوئن ۱۹۷۸) هنرپیشه اهل ایالات متحده آمریکا است.
از فیلم‌ها یا مجموعه‌های تلویزیونی که وی در آن‌ها نقش داشته است، می‌توان به سانست بیچ اشاره نمود.